# Premi letterari della Commonwealth Foundation
Con Premi letterari della Commonwealth Foundation s'intendono una serie di riconoscimenti assegnati dalla Commonwealth Foundation al miglior autore residente nel Commonwealth delle nazioni.
Il primo fu il Commonwealth Writers' Prize: istituito nel 1987 assegnava premi per il miglior libro (1000 £ e 10000 per il vincitore assoluto) e per il miglior esordio (1000 £ e 5000 per il vincitore assoluto)a scrittori provenienti da 4 diverse macro regioni: Africa; Canada e Caraibi, Europa e Asia meridionale; Sud-est asiatico e Pacifico del Sud.
Ad esso si aggiunse dal 1996 il Commonwealth Short Story Competition che premiava i migliori autori di racconti.
Dismessi nel 2011, al loro posto venne creato il Commonwealth Book Prize per la migliore opera prima e assegnò premi (2500 £ ad ogni macro-regione e 10000 per il vincitore assoluto) nel 2012 e nel 2013.
Nel 2013 venne anch'esso abbandonato e la Commonwealth Writers concentrò i suoi sforzi sul Commonwealth Short Story Prize dedicato al racconto che rimane l'unico premio operativo e assegna 2500 £ ad ogni premiato e 5000 al vincitore assoluto.
| Anno | Vincitore assoluto e opera Commonwealth Writers' Prize: Miglior Libro                | Vincitore assoluto e opera Commonwealth Writers' Prize: Miglior Opera prima                                    | Vincitore assoluto e opera Commonwealth Short Story Competition | Vincitore assoluto e opera Commonwealth Book Prize            | Vincitore assoluto e opera Commonwealth Short Story Prize              |
| ---- | ------------------------------------------------------------------------------------ | --- | --------------------------------------------------------------- | ------------------------------------------------------------- | ---------------------------------------------------------------------- |
| 1987 | Olive Senior () Summer Lightning                                                     | |                                                                 |                                                               |                                                                        |
| 1988 | Festus Iyayi () Heroes                                                               | |                                                                 |                                                               |                                                                        |
| 1989 | Janet Frame () La leggenda del fiore della memoria (The carpathians)                 | Bonnie Burnard () Women of Influence                                                                           |                                                                 |                                                               |                                                                        |
| 1990 | Mordecai Richler () Solomon Gursky è stato qui (Solomon Gursky Was Here)             | John Cranna () Visitors                                                                                        |                                                                 |                                                               |                                                                        |
| 1991 | David Malouf () Nel mondo grande (The Great World)                                   | Pauline Melville () Shape Shifter                                                                              |                                                                 |                                                               |                                                                        |
| 1992 | Rohinton Mistry () Un lungo viaggio (Such a Long Journey)                            | Robert Antoni () Divina Trace                                                                                  |                                                                 |                                                               |                                                                        |
| 1993 | Alex Miller () The Ancestor Game                                                     | Githa Hariharan () The Thousand Faces of Night                                                                 |                                                                 |                                                               |                                                                        |
| 1994 | Vikram Seth () Il ragazzo giusto (A Suitable Boy)                                    | Keith Oatley () The Case of Emily V                                                                            |                                                                 |                                                               |                                                                        |
| 1995 | Louis de Bernières () Il mandolino del capitano Corelli (Captain Corelli's Mandolin) | Adib Khan () Seasonal Adjustments                                                                              |                                                                 |                                                               |                                                                        |
| 1996 | Rohinton Mistry () Un perfetto equilibrio (A Fine Balance)                           | Vikram Chandra () Terra rossa e pioggia scrosciante (Red Earth and Pouring Rain)                               |                                                                 |                                                               |                                                                        |
| 1997 | Earl Lovelace () Salt                                                                | Ann-Marie MacDonald () Chiedi perdono (Fall on Your Knees)                                                     | Dana Gilkes () Crab Catcher                                     |                                                               |                                                                        |
| 1998 | Peter Carey () Jack Maggs                                                            | Tim Wynveen () Angel Falls                                                                                     | Sujam Sankranti ()                                              |                                                               |                                                                        |
| 1999 | Murray Bail () Eucalyptus                                                            | Kerri Sakamoto () The Electrical Field                                                                         | Cherie Jones () Bride                                           |                                                               |                                                                        |
| 2000 | J. M. Coetzee () Vergogna (Disgrace)                                                 | Jeffrey Moore () Una catena di rose (Prisoner in a Red-Rose Chain)                                             | Dennis Nichols () The Release                                   |                                                               |                                                                        |
| 2001 | Peter Carey () La ballata di Ned Kelly (True History of the Kelly Gang)              | Zadie Smith () Denti bianchi (White Teeth)                                                                     | Lelawattee Manoo-Rahming () Saving Rupa                         |                                                               |                                                                        |
| 2002 | Richard Flanagan () La vita sommersa di Gould (Gould's Book of Fish)                 | Manu Herbstein () Ama: A Story of the Atlantic Slave Trade                                                     | Michael Reckord () The Cleaning Class                           |                                                               |                                                                        |
| 2003 | Austin Clarke () The Polished Hoe                                                    | Sarah Hall () Haweswater                                                                                       | Madhulika Liddle () A Morning Swim                              |                                                               |                                                                        |
| 2004 | Caryl Phillips () A Distant Shore                                                    | Mark Haddon () Lo strano caso del cane ucciso a mezzanotte (The Curious Incident of the Dog in the Night-Time) | Ruvanee P. Vilhauer () Going Home                               |                                                               |                                                                        |
| 2005 | Andrea Levy () Un'isola di stranieri (Small Island)                                  | Chimamanda Ngozi Adichie () L'ibisco viola (Purple Hibiscus)                                                   | Preeta Krishna () Treason                                       |                                                               |                                                                        |
| 2006 | Kate Grenville () Il fiume segreto (The Secret River)                                | Mark McWatt () Suspended Sentences: Fictions of Atonement                                                      | Erin Soros () The Moon, the Cat and the Donkey                  |                                                               |                                                                        |
| 2007 | Lloyd Jones () Mister Pip (Mr. Pip)                                                  | Deni Ellis Béchard () Vandal Love                                                                              | Ellen Banda-Aaku () Sozi's Box                                  |                                                               |                                                                        |
| 2008 | Lawrence Hill () The Book of Negroes                                                 | Tahmima Anam () I giorni dell'amore e della guerra (A Golden Age)                                              | Julie Curwin () World Backwards                                 |                                                               |                                                                        |
| 2009 | Christos Tsiolkas () Lo schiaffo (The Slap)                                          | Mohammed Hanif () Il caso dei manghi esplosivi (A Case of Exploding Mangoes)                                   | Jennifer Moore () Table Talk                                    |                                                               |                                                                        |
| 2010 | Rana Dasgupta () Solo                                                                | Glenda Guest () Siddon Rock                                                                                    | Shachi Kaul () Retirement                                       |                                                               |                                                                        |
| 2011 | Aminatta Forna () Il ricordo dell'amore (The Memory of Love)                         | Craig Cliff () A Man Melting                                                                                   | Philip Nash () Rejoinder                                        |                                                               |                                                                        |
| 2012 |                                                                                      | |                                                                 | Shehan Karunatilaka () Chinaman: The Legend of Pradeep Mathew | Emma Martin () Two Girls in a Boat                                     |
| 2013 |                                                                                      | |                                                                 | Lisa O’Donnell () La morte delle api (The Death of Bees)      | Eliza Robertson () We Walked On Water Sharon Millar () The Whale House |
| 2014 |                                                                                      | |                                                                 |                                                               | Jennifer Nansubuga Makumbi () Let's Tell This Story Properly           |
| 2015 |                                                                                      | |                                                                 |                                                               | Jonathan Tel () The Human Phonograph                                   |
| 2016 |                                                                                      | |                                                                 |                                                               | Parashar Kulkarni () Cow and Company                                   |
| 2017 |                                                                                      | |                                                                 |                                                               | Ingrid Persaud () The Sweet Sop                                        |
| 2018 |                                                                                      | |                                                                 |                                                               | Kevin Jared Hosein () Passage                                          |
| 2019 |                                                                                      | |                                                                 |                                                               | Constantia Soteriou () Death Customs                                   |
| 2020 |                                                                                      | |                                                                 |                                                               | Kritika Pandey () The Great Indian Tee and Snakes                      |
| 2021 |                                                                                      | |                                                                 |                                                               | Kanya D'Almeida () I Cleaned The—                                      |
| 2022 |                                                                                      | |                                                                 |                                                               | Ntsika Kota () and the earth drank deep                                |
| 2023 |                                                                                      | |                                                                 |                                                               | Kwame McPherson () Ocoee                                               |
| 2024 |                                                                                      | |                                                                 |                                                               | Sanjana Thakur () Aishwarya Rai                                        |
| 2025 |                                                                                      | |                                                                 |                                                               | Chanel Sutherland () Descend                                           |
| Anno | Vincitore e opera Commonwealth Writers' Prize: Miglior Libro                         | Vincitore e opera Commonwealth Writers' Prize: Miglior Opera prima                                             | Vincitore e opera Commonwealth Short Story Competition          | Vincitore e opera Commonwealth Book Prize                     | Vincitore e opera Commonwealth Short Story Prize                       |